# 日機装
日機装株式会社（にっきそう、Nikkiso Co., Ltd.）は特殊なポンプや航空機用部品、血液透析装置、複合材の製造、販売を行う日本大手工業メーカー。

## 概要
人工腎臓は日本国内のシェアが70%、人工膵臓も手掛けており、腎不全、糖尿病患者の生命を支えるメーカーといえる。
社内に主に以下の4つの事業部が置かれている。
インダストリアル事業本部
特殊ポンプなど産業プロセス用流体機器・発電所向け水質調整装置の製造、販売
精密機器事業本部
粉粒体測定装置・セラミック基板製造プロセス用機器およびシステム・水、空気浄化機器システムなどのユーティリティー設備の製造、販売
航空宇宙事業本部
航空機用部品など炭素繊維強化複合材による成形品の製造、販売
メディカル事業本部
血液透析装置、ダイアライザー、透析用血液回路セット、人工腎臓透析用剤、人工膵臓、ヘルスケア製品などの製造および販売、腹膜透析関連製品の販売

## 沿革
- 1953年12月 - 特殊ポンプ工業株式会社として創立
- 1956年5月 - 渋谷区豊沢町に本社と工場を建設
- 1959年10月 - 商号を日本機械計装株式会社に変更
- 1960年7月 - 日本初の人工心臓を東京大学に提供
- 1961年10月 - 東京証券取引所2部に株式上場
- 1966年4月 - ミルフロー制御容量ポンプを自社開発
- 1968年11月 - 本社を渋谷区恵比寿に移転、商号を日機装株式会社に変更
- 1969年8月 - 国産第1号の人工腎臓を完成
- 1971年2月 - 東証及び大証1部に上場
- 1977年10月 - 東村山工場を製作所と改称し、流体機器工場、電子工場を設置
- 1984年10月 - 静岡工場を製作所と改称し、医療機器工場、電子工場を設置
- 2000年6月 - 旭メディカル株式会社と人工腎臓製品に関して業務提携
- 2001年4月 - 社内カンパニー制を実施。
- 2005年10月 - 粉体技術カンパニー、産業機器カンパニー、計装・電力カンパニーを統合し、インダストリアソリューションズカンパニーとして新設
- 2009年4月 - カンパニー制から事業本部制へ組織変更。
- 2009年8月 - ドイツのポンプメーカーLEWA GmbHグループを買収。
- 2017年3月 - 宮崎市に工場建設が決定、宮崎日機装株式会社設立。